# Chthonius jonicus
Espèce
Chthonius jonicus est une espèce de pseudoscorpions de la famille des Chthoniidae.

## Distribution
Cette espèce se rencontre en Grèce, en Roumanie, en Turquie, au Liban, en Israël, à Malte, en Italie, en Espagne et au Portugal.

## Publication originale
- Beier, 1931 : Zur Kenntnis der Chthoniiden (Pseudoskorpione). Zoologischer Anzeiger, vol. 93, p. 49-56.